# Xosé Ramón Barreiro
Xosé Ramón Barreiro Fernández (Ribeira, 2 de diciembre de 1936 - La Coruña, 17 de marzo de 2021), fue un historiador español, presidente de la Real Academia Gallega entre 2001 y 2009.

## Trayectoria
Se licenció y doctoró en Derecho Canónico por la Universidad Gregoriana de Roma. En 1974 obtuvo la licenciatura en Filosofía y Letras, con premio extraordinario. Se doctoró también en Historia por la Universidad de Santiago de Compostela con la tesis El campesino gallego en el siglo XIX: economía y sociedad y fue catedrático de Historia Contemporánea de Galicia en la misma universidad. Fue decano de la Facultad de Geografía e Historia. Desde el 20 de diciembre de 2001 hasta el 23 de enero de 2010 fue presidente de la Real Academia Gallega, sustituyendo a Francisco Fernández del Riego.

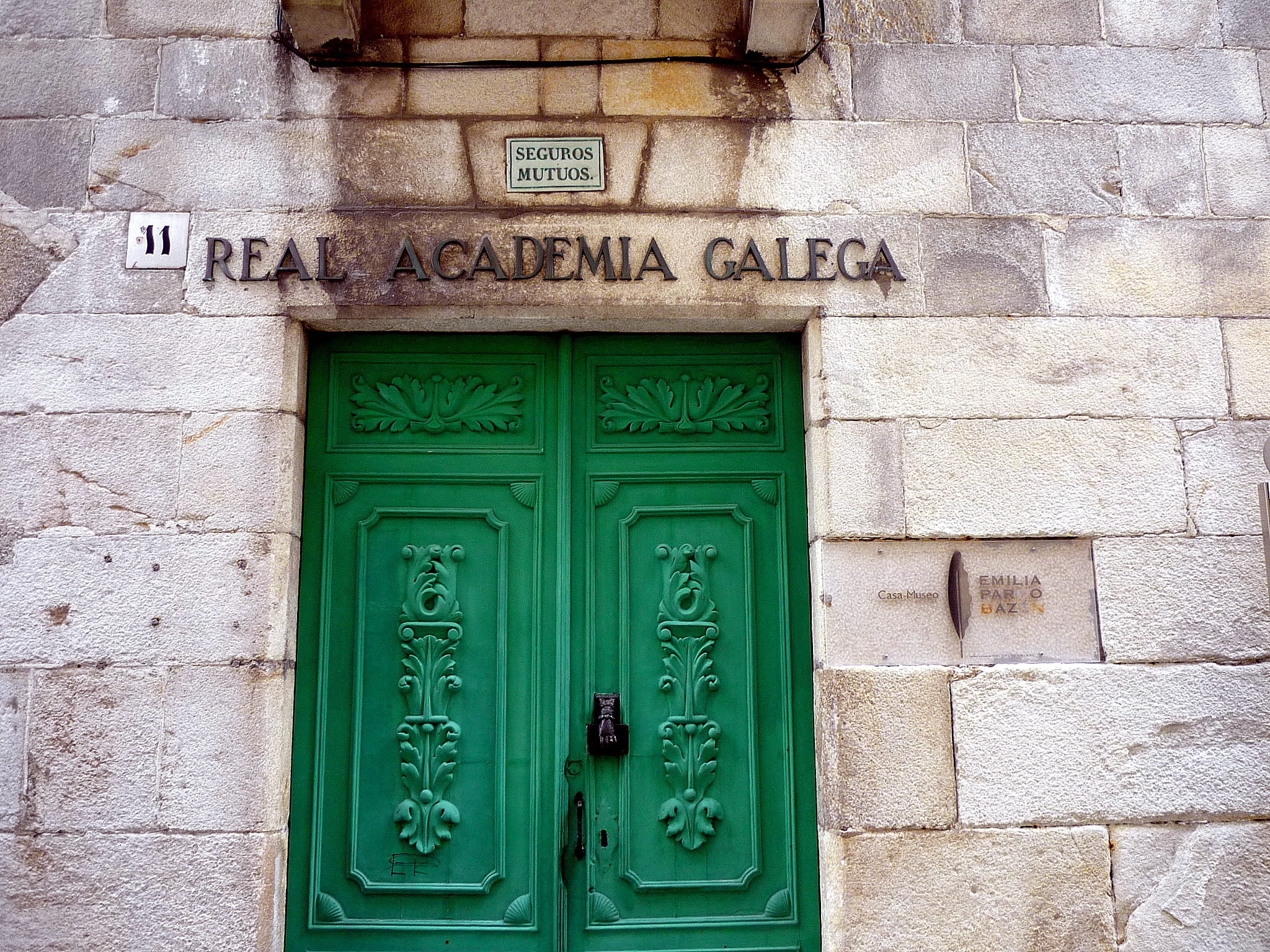
Real Academia Gallega

## Reconocimientos
Además del Premio de la Crítica con el que fue galardonado en 1982, Barreiro Fernández recibió el Premio Televisión Española en Galicia (1988). Era miembro del Instituto de Estudios Gallegos Padre Sarmiento, del Centro de Estudios Jacobeos, del Instituto José Cornide, del Seminario de Estudios Gallegos y del Consejo de la Cultura Galega.

## Obras

### Ensayo
- 1968: El trabajo manual del clero, con Juan José Cebrián Franco e Rafael Silva Costoyas, Porto y Cía. Editores.
- 1970: A parroquia hoxe (Galaxia).
- 1976: Barreiro; Díaz-Fierros; Fabra et al., Los gallegos (Madrid, Istmo).
- 1976: El carlismo gallego (Pico Sacro; reeditado e revisado en 2008 e publicado en galego como O carlismo galego, en Laiovento).
- 1977: El levantamiento de 1846 y el nacimiento del galleguismo (Pico Sacro).
- 1980: El campesinado gallego en el siglo XIX. Economía y sociedad (Universidade de Santiago de Compostela).
- 1981: Historia de Galicia IV. A Idade Contemporánea (Galaxia).
- 1982: Temática gallega. Historia política. Siglos XIX-XX, 4 t. (A Coruña, Gamma).
- 1982: Liberales y absolutistas en Galicia (1808-1833) (Edicións Xerais).
- 1986: Historia de la ciudad de La Coruña (La Voz de Galicia)..
- 1992: Historia de la imprenta en Galicia (con Antonio Odriozola, La Voz de Galicia).
- 1996: Galicia, pórtico de la gloria: las rías y sus puertos, (Edlesa, con varios autores). Traducido a lengua inglesa y alemana.
- 1998 - 2002: Historia da Universidade de Santiago de Compostela (Universidade de Santiago de Compostela).
- 2001: La central térmica de Meirama y su entorno (Unión Fenosa).
- 2003: Parlamentarios de Galicia: biografías de deputados e senadores (1810-2003), (coordinador, Parlamento de Galicia).
- 2004: A Casa grande do Pozo (Fundación Caixa Galicia).
- 2009: Historia social da Guerra da Independencia en Galicia (Xerais).
- 2012: Murguía (Galaxia).

### Obras colectivas
- 1990: O movemento obreiro en Galicia: catro ensaios (Edicións Xerais).
- 2000: Instantes dunha vida: Manuel Murguía, Día das Letras Galegas, Arteixo 2000, un nome, un pobo, unha data (Municipio de Arteijo). Con Felipe Senén e Henrique Rabuñal.
- 2000: Manuel Murguía (con Xosé Luís Axeitos, La Voz de Galicia).
- 2005: Cartas a Murguía (Fundación Pedro Barrié de la Maza).
- 2005: O Tratado da Constitución europea: visións desde Galiza (Baía Edicións).
- 2006: Manuel Lugrís Freire, o compromiso (con Xosé Luís Axeitos, La Voz de Galicia).
- 2007: A gran historia de Galicia (coordinador, La Voz de Galicia).
- 2007: Os símbolos de Galicia (Consello da Cultura Galega e Real Academia Galega). Edición con Xosé Luís Axeitos e Ramón Villares.
- 2011: Á beira de Beiras. Homenaxe nacional (Galaxia).
- 2016: Arredor das Irmandades da Fala (Xerais).

### Obras en homenaje a su figura
- 2008: A patria enteira: homenaxe a Xosé Ramón Barreiro Fernández (Consejo de la Cultura Gallega, Universidad de Santiago de Compostela y Real Academia Gallega). Editores: Xosé Luís Axeitos, Emilio Grandío y Ramón Villares.